# Kategorie (Radsport)
Im Radsport ist die Kategorie eines Fahrers oder einer Fahrerin eine Einstufung, die hauptsächlich durch Alter und Geschlecht bestimmt wird. Sie bestimmt in Verbindung mit der erworbenen Lizenz und gegebenenfalls der Angehörigkeit zu einem Radsportteam, an welchen Wettbewerben der oder die Betreffende teilnehmen kann. Die wichtigsten Kategorien sind, nach Männern und Frauen getrennt, Elite, U23 und Junioren, die vom Radsport-Weltverband UCI auf internationaler Ebene geregelt sind.

## Allgemeine UCI-Kategorien
Die UCI verwendet folgende Kategorien und Abkürzungen für die Veranstaltungen des internationalen Kalenders:
- Junioren (MJ) und Juniorinnen (WJ): Athleten mit 17 und 18 Jahren.
- Männer U23 (MU) und Frauen U23 (WU): Athleten von 19 bis 22 Jahren.
- Männer Elite (ME) und Frauen Elite (WE): Athleten ab 23 Jahren.
- Männer Masters (MM) und Frauen Masters (WM): Athleten ab 30 Jahren, die diesen Status wählen (siehe „Masters und Breitensport“).

Das Alter bestimmt sich als Differenz zwischen dem Jahr, in dem der Wettbewerb stattfindet, und dem Geburtsjahr. In manchen Disziplinen gelten andere Altersabstufungen, siehe „Sonderregeln nach Disziplin“. Regelungen für die Altersklassen unterhalb der Junioren sind den nationalen Verbänden überlassen.

### Elite
Die Elite ist die prestigeträchtigste Kategorie; wenn ohne weiteren Zusatz von Welt- oder nationalen Meisterschaften die Rede ist, so sind die Wettkämpfe der Elite gemeint. Bei den Männern bestand bis in die 1990er Jahre eine Trennung zwischen Profis und Amateuren (siehe „Profis und Amateure“). Mit Einführung der so genannten Einheitslizenz wurde diese Unterscheidung 1996 aufgehoben und die Elite als neue, nur übers Alter definierte Kategorie eingeführt.

### Unter 23
Die bis in die 1990er bestehende Amateur-Kategorie hatte, speziell in Westeuropa, jungen Fahrern als Gelegenheit gedient, sich für einen Profi-Vertrag zu empfehlen. Als Ersatz für die Amateure wurde 1996 die Kategorie der Männer U23 geschaffen, die seit 1996 Einsatz bei Weltmeisterschaften in den Disziplinen Straße, Querfeldein und Mountainbike findet. Im Französischen wird diese Altersklasse espoirs genannt, im Niederländischen beloften, was in beiden Fällen so viel wie Hoffnungen bedeutet.
Bei den Frauen hatte es keine Unterscheidung zwischen Profis und Amateuren gegeben, die Einführung einer entsprechenden Kategorie unterblieb daher zunächst. Sie erfolgte schrittweise im Mountainbike (2006), im Querfeldein (2016) sowie auf der Straße (2022). Außerhalb von Meisterschaften gibt es weiterhin kaum separate U23-Rennen für Frauen. Bei BMX-Rennsport-Weltmeisterschaften wurde die Kategorie U23 bei Männern und Frauen zugleich 2022 eingeführt.

### Junioren
Als Junioren werden Sportler und Sportlerinnen im Alter von 17 und 18 Jahren bezeichnet. Auf internationaler Ebene erhielten die männlichen Junioren erstmals 1975 eigene WM-Wettkämpfe auf der Straße und auf der Bahn, im Querfeldeinfahren war dies ab 1979 der Fall. Bei den Juniorinnen dauerte die Einführung eigener Titelkämpfe teils wesentlich länger. Heute gibt es auch Junioren-Weltmeisterschaften in den Disziplinen Mountainbike, BMX-Rennsport und Trial.

## Sonderregeln nach Disziplin
Ein Radsport-Wettbewerb wird für eine oder mehrere Kategorien ausgeschrieben. In nationalen Meisterschaften müssen Fahrer im Rennen ihrer Kategorie starten, wenn es ein solches gibt. Ansonsten gibt es, je nach Disziplin, mehrere Modelle für die Teilnahme der U23 oder Junioren an Elite-Wettkämpfen.

### Straßenradsport
Im Straßenradsport können U23-Fahrer und -Fahrerinnen an Elite-Rennen teilnehmen. Dabei kann es verschiedene Verfahren zur Wertung geben:
- eine einzige Wertung für alle Teilnehmer (siehe das WM-Straßenrennen der Frauen bis 2021);
- eine allgemeine Wertung und eine Sonderwertung der U23 (WM-Straßenrennen der Frauen seit 2022);
- gänzlich getrennte Wertungen, wie etwa bei den Asien- oder Ozeanien-Meisterschaften 2022.

Erfolgt bei Straßenweltmeisterschaften eine Teilnahme in einem Eliterennen, so darf dieser Teilnehmer im selben Jahr und danach an keinem U23-Weltmeisterschaftswettbewerb auf der Straße teilnehmen. Ab 2025 sind auch Fahrer, die bereits bei einem UCI WorldTeam oder UCI ProTeam unter Vertrag stehen, bei Welt- und Kontinentalmeisterschaften nicht mehr in der U23 startberechtigt.

### Bahnradsport
U23-Fahrer können im Bahnradsport an Elite-Wettkämpfen teilnehmen, 18-jährige Junioren an Elite- oder U23-Wettkämpfen. Es gibt keine WM-Titelkämpfe für die U23, wohl aber Europameisterschaften.

### Mountainbikesport
In den Unterarten des Mountainbikesports gilt Folgendes:
- Cross-Country XCO und XCC: (1) Außer bei Meisterschaften können U23-Fahrer an Elite-Wettkämpfen teilnehmen, auch wenn separate U23-Wettkämpfe angeboten werden. Finden die Wettkämpfe an unterschiedlichen Tagen statt, dürfen U23-Fahrer an beiden teilnehmen. (2) Im Weltcup und bei internationalen Meisterschaften müssen U23-Fahrer an den separaten U23-Wettkämpfe teilnehmen. Ausnahme: Die besten fünf U23-Männer und U23-Frauen in Weltrangliste des Vorjahres dürfen wählen, ob sie in der laufenden Saison die gesamte Weltcup-Saison entweder in der Elite oder in der U23 starten.
- Etappenrennen XCS: offen für U23
- Marathon XCM: offen für U23 und Masters
- Eliminator XCE, Four Cross, Enduro: offen für Junioren und U23
- Downhill: dito, außer bei Weltmeisterschaften und im Weltcup, wo es eine separate Junioren-Wertung gibt
- Snowbike: offen für Junioren und U23[9]

### Cyclocross
Im Cyclocross, das im Winterhalbjahr stattfindet, werden Fahrer in die Kategorie eingestuft, der sie am 1. Januar angehören. Männer U23, Frauen U23 und Juniorinnen können in Elite-Rennen mitfahren, sofern die Veranstaltung kein separates Rennen für ihre Kategorie hat.
Ein Cyclocross-Athlet kann den U23-Status freiwillig aufgeben und sich zur Elite hochstufen lassen. In diesem Fall kann er oder sie an Titelkämpfen der Elite teilnehmen, selbst wenn es ein separates U23-Rennen gibt. Dieser Schritt ist unwiderruflich, ein zukünftiger Start in der U23 nicht mehr möglich. Die Hochstufung gilt nur für den Cyclocross, ein Athlet kann also den Elite-Status im Cyclocross erhalten und auf der Straße weiterhin in der U23 fahren.

### BMX-Rennsport
Im BMX-Rennsport gibt es drei Leistungsklassen Championship, Masters und Challenge, die weiter in Kategorien unterteilt sind. Auf Championship-Niveau sind dies Elite, U23 und Junioren für Männer und Frauen. Bei Masters bilden Männer und Frauen je eine Altersgruppe über 30. Die Challenge-Klasse enthält Altersgruppen für Kinder ab 5 Jahren bis hin zu Erwachsenen über 35 Jahre. Fahrer treffen für jede Saison ggfs. selbst die Entscheidung, auf welchem Niveau sie teilnehmen möchten. Fahrer zwischen 19 und 22 Jahren können (mit Einschränkungen) gleichzeitig in der U23 oder der Elite antreten.
In Zusammenhang mit den jährlichen BMX-Rennsport-Weltmeisterschaften wird eine „UCI BMX Racing World Challenge“ für die Masters- und Challenge-Klassen ausgetragen. Nur die Gewinner der Championship- und Masters-Kategorien dürfen sich Weltmeister nennen, letztere erhalten das Regenbogentrikot für Masters.

### BMX-Freestyle
Im BMX-Freestyle entfallen die Alterskategorien U23 und Junioren. Die Elite-Klasse beginnt bei 15 Jahren.

### Trial
Bis 2024 gab es von den sechs üblichen Kategorien im Trial nur drei: Männer, Frauen und Junioren. Die Männer-Elite begann bei 19 Jahren, die Junioren bei 16 Jahren, die Frauen-Elite bei 15 Jahren. Ab 2025 soll es zusätzlich eine Juniorinnen-Kategorie geben. Daneben gibt es eine Reihe von Kategorien für Kinder und Jugendliche, die bei den „UCI World Trial Youth Games“ zum Tragen kommen. Deren internationale Namen waren lange Zeit dem französischen System entlehnt, werden aber ab 2025 einheitlich mit U10/U12/etc. bezeichnet; die ursprünglichen Bezeichnungen sind in Klammern angegeben.
- Jungen U10 (Poussins): 9 und 10 Jahre alte Jungen
- Jungen U12 (Benjamins): 11 und 12 Jahre alte Jungen
- Jungen U14 (Minimes): 13 und 14 Jahre alte Jungen
- Jungen U16 (Cadets): 15 und 16 Jahre alte Jungen
- Mädchen U13: 11 bis 13 Jahre alte Mädchen
- Mädchen U16: 14 bis 16 Jahre alte Mädchen

### Hallenradsport
Im Radball beginnt die Elite bei 19 Jahren und überlappt sich so mit der U23. Im Kunstradfahren beginnt die Elite ebenfalls bei 19 Jahren, die U23-Kategorie entfällt. Darüber hinaus sind mehrere Klassen im Jugendbereich definiert.

## Masters und Breitensport
Masters sind Athleten ab 30 Jahren, die diesen Status wählen. Sie dürfen dazu keinem bei der UCI registrierten Radsportteam angehören. Weltmeisterschaften auf Bahn, Mountainbike oder im Cyclocross werden aber erst ab 35 Jahren abgehalten.
Bei internationalen Veranstaltungen ist eine Einteilung der Masters in Altersgruppen von jeweils fünf Jahren üblich, also 35–39 Jahre, 40–44 Jahre usw. Auf nationaler Ebene legen die Verbände oft Altersstufen von 10 Jahren fest, die Regelungen sind je nach Verband und Disziplin unterschiedlich.
Im Straßenradsport (in diesem Zusammenhang Gran Fondo genannt) sowie im Gravelrennen gibt es auch die Altersgruppe 19–34. Diese steht Fahrern offen, die keinem UCI-registrierten Team angehören, nicht im selben Jahr bei der Straßen-WM angetreten sind und keine Punkte in UCI-Weltranglisten gesammelt haben. Im BMX-Rennsport gibt es nur eine einzige Altersgruppe ab 30 (siehe „BMX-Rennsport“).

## Nationale Regelungen
Die Kategorien im Jugendbereich bis 16 Jahre sind den nationalen Verbänden überlassen. Daneben legen größere Verbände Leistungsklassen im Erwachsenenbereich fest, die die Teilnahme an Wettbewerben der nationalen Kalender regeln, inklusive der nationalen Kalender in anderen Ländern.

### Jugend
In Deutschland, der Schweiz, Österreich und Luxemburg sind die Kategorien des Jugendbereichs in Zwei-Jahres-Stufen gegliedert, mit den untenstehenden Namen. In Frankreich hatte bis 2022 jede Kategorie einen speziellen Namen, die 2023 von einheitlichen Bezeichnungen U9/U11/etc. abgelöst wurden.
| Altersklasse    | Deutschland (BDR)  | Schweiz (Swiss Cycling) | Österreich (ÖRV)     | Luxemburg (FSCL) | Frankreich (FFC)  |
| --------------- | ------------------ | ----------------------- | -------------------- | ---------------- | ----------------- |
| 7 und 8 Jahre   |                    |                         | Burschen/Mädchen U9  | Jeunes           | Poussin(e) / U9   |
| 9 und 10 Jahre  | Schüler(innen) U11 | U11                     | Burschen/Mädchen U11 | Jeunes           | Pupille / U11     |
| 11 und 12 Jahre | Schüler(innen) U13 | U13                     | Burschen/Mädchen U13 | Minimes          | Benjamin(e) / U13 |
| 13 und 14 Jahre | Schüler(innen) U15 | U15                     | Burschen/Mädchen U15 | Cadets           | Minime / U15      |
| 15 und 16 Jahre | Jugend m/w U17     | U17                     | Burschen/Mädchen U17 | Débutants        | Cadet(te) / U17   |

In den Niederlanden wird die Kategorie der 15- und 16-Jährigen Nieuwelingen genannt, darunter gibt es die Kategorien Jeugd (Jugend) in Ein-Jahres-Schritten. In Belgien gibt es eine Einteilung in Miniemen/Minimes (8 bis 11 Jahre), Aspiranten/Aspirants (12 bis 14 Jahre) und Nieuwelingen/Débutants (15 und 16 Jahre). Diese Bezeichnungen wurden 2018 durch U12/U15/U17 ersetzt, sind aber weiterhin informell üblich und finden sich stellenweise noch im Reglement.

## Profis und Amateure
Vor der Schaffung der heutigen Kategorien, die 1996 eingeführt wurden, gab es im Radsport getrennte Kategorien für Profis und Amateure. Daneben existierte eine Zeitlang die Kategorie der Unabhängigen, die zwar keiner Profi-Mannschaft angehörten, aber dennoch um Geldpreise fahren durften. So gehörten in den Anfangsjahren der Tour de France die meisten Fahrer dieser Kategorie an und hatten ihr eigenes Klassement.
Das Prinzip einer Trennung in Profi- und Amateursport, ebenso wie die genaue Definition des Amateursports, waren von Anfang an stark umstritten. In Disziplinen wie Bahnradsport, Straßenradsport und Cyclocross gab es jahrzehntelang getrennte Weltmeisterschaften für Profis und Amateure. Speziell das Internationale Olympische Komitee bestand auf einer Trennung und zwang der UCI 1965 die Schaffung zweier Unterorganisationen auf, der FIAC und der FICP, die für den Amateur- respektive den Profisport zuständig waren. Dieser Zustand hielt bis 1992 an. Rennen, an denen beide Kategorien teilnehmen konnten, wurden „offen“ genannt.
Die Wettkampfbestimmungen der deutschen, schweizerischen und österreichischen Radsportverbände kennen auch heute Kategorien oder Leistungsklassen mit Namen wie „Amateure“ oder „Elite-Amateure“. Diese sind allerdings leistungsbezogen definiert und nicht, wie einst der olympische Amateurstatus, über den Verdienst des Lebensunterhalts oder die Nicht-Annahme von Gewinnprämien.